# جون فراي (لاعب كرة قدم)
جون فراي (بالإنجليزية: John Frye)‏ هو لاعب كرة قدم بريطاني، ولد في 1933 في Ardrossan ‏ في المملكة المتحدة، وتوفي بنفس المكان في 2005. لعب مع شيفيلد وينزداي وكوين أوف ساوث ونادي ترانمير روفرز لكرة القدم ونادي سانت ميرين ونادي هيبرنيان وهاميلتون أكاديميكال.